# Viktor Sidoruk
Viktor Sidoruk (Leópolis, URSS, 4 de septiembre de 1937) es un deportista soviético que compitió en tiro con arco, en la modalidad de arco recurvo. Ganó dos medallas en el Campeonato Mundial de Tiro con Arco al Aire Libre de 1973 y dos medallas en el Campeonato Europeo de Tiro con Arco al Aire Libre de 1970.

## Palmarés internacional
| Campeonato Mundial al Aire Libre | Campeonato Mundial al Aire Libre | Campeonato Mundial al Aire Libre | Campeonato Mundial al Aire Libre |
| Año                              | Lugar                            | Medalla                          | Prueba                           |
| -------------------------------- | -------------------------------- | -------------------------------- | -------------------------------- |
| 1973                             | Grenoble (Francia)               | Medalla de oro                   | Individual                       |
| 1973                             | Grenoble (Francia)               | Medalla de plata                 | Equipo                           |
| Campeonato Europeo al Aire Libre |                                  |                                  |                                  |
| Año                              | Lugar                            | Medalla                          | Prueba                           |
| 1970                             | Hradec Králové (Checoslovaquia)  | Medalla de oro                   | Individual                       |
| 1970                             | Hradec Králové (Checoslovaquia)  | Medalla de bronce                | Equipo                           |